# Поллард, Тиффани
Тиффани Поллард (англ. Tiffany Pollard; род. 6 января 1982, Ютика, Нью-Йорк) — американская актриса и телезвезда. Популярность ей принесло участие в реалити-шоу VH1 «Вкус любви» (2006—2007) и «Я люблю Нью-Йорк» (2007—2008).
На том же шоу получила прозвище Нью-Йорк (англ. New York) от рэпера Flavor Flav. Сама себя она назвала HBIC (Head Bitch In Charge — Главная стерва), так как отличалась вздорным и конфликтным характером.
С момента дебюта на телевидении появилась в бесчисленных шоу, а также дебютировала в кино как актриса.

## Биография
Тиффани родилась 6 января 1982 года в Ютике (штат Нью-Йорк), в семье Мишель Ротшильд-Паттерсон и Алекса Полларда. Она училась в средней школе имени Джона Ф. Кеннеди, но выпускалась из средней школы имени Томаса Р. Проктора.

## Личная жизнь
Поллард была помолвлена с участником первого сезона «Я люблю Нью-Йорк» Патриком Хантером в течение шести месяцев, пока тот не разорвал помолвку на реюнионе телешоу. Также она была помолвлена с Джорджем Вайсгербером, победителем второго сезона «Я люблю Нью-Йорк». 8 сентября 2008 года она объявила в шестом эпизоде своего шоу «Нью-Йорк едет в Голливуд», что она официально рассталась с Вайсгербером.
В одном из эпизодов шоу «Бранч с Тиффани» Поллард заявила, что она страдает биполярным расстройством.

## Фильмография

### Кино
| Год  | Название           | Роль     |
| ---- | ------------------ | -------- |
| 2008 | Первое воскресенье | Клиентка |
| 2014 | Магазин            | Киана    |

### Телевидение
| Год       | Название                              | Примечания                             |
| --------- | ------------------------------------- | -------------------------------------- |
| 2006-2007 | Вкус любви                            | Участница, 2 сезона, 18 эпизодов       |
| 2007-2008 | Я люблю Нью-Йорк                      | 2 сезона                               |
| 2007      | Шоу Тайры Бэнкс                       | Гостья                                 |
| 2007      | Джимми Киммел в прямом эфире          | Гостья                                 |
| 2007      | Мори                                  | Гостья                                 |
| 2007      | MTV’s Say What? Karaoke               | Гостья                                 |
| 2007      | Части тела                            | 5 сезон, 1 эпизод                      |
| 2007      | Девушки Вкуса любви: Школа шарма      | 1 эпизод                               |
| 2007      | VH1’s 20 Greatest Celebreality Fights | Комментарий                            |
| 2007      | What Perez Sez                        | 1 эпизод                               |
| 2008      | Нью-Йорк едет в Голливуд              |                                        |
| 2009      | Нью-Йорк идёт на работу               |                                        |
| 2011      | Багаж                                 | 3 сезон, 71 эпизод                     |
| 2012      | DTLA                                  | 3 и 4 эпизоды                          |
| 2012      | Жизнь после                           | 1 эпизод                               |
| 2013      | That Sex Show                         | Комментарий                            |
| 2015      | Botched                               | 1 эпизод                               |
| 2015      | Candidly Nicole                       | 2 сезон, 8 эпизод                      |
| 2016      | Celebrity Big Brother                 | 17 сезон (4 место)                     |
| 2016      | The Saturday Show                     | Гостья, интервью от 6 февраля 2016     |
| 2016      | This Morning                          | Гостья, интервью от 8 февраля 2016     |
| 2016      | The Next :15                          | Участница                              |
| 2016      | Семейная терапия с доктором Дженн     |                                        |
| 2016      | Steve Harvey                          |                                        |
| 2016      | Up Late with Rylan                    | Гостья, интервью                       |
| 2016      | Big Brother’s Bit on the Side         |                                        |
| 2017      | Famously Single                       |                                        |
| 2017      | Акулий торнадо 5: Глобальное роение   | Вега                                   |
| 2017      | Scared Famous                         | Участница                              |
| 2018      | The Ex                                |                                        |
| 2018      | Braxton Family Values                 |                                        |
| 2019      | Королевские гонки РуПола              | Приглашённый судья, 11 сезон, 4 эпизод |

### Театр
| Год  | Название                   | Роль |
| ---- | -------------------------- | ---- |
| 2009 | The Clean Up Woman         |      |
| 2010 | The Trial of the Chicago 7 |      |

### Веб-сериалы
| Год             | Название        | Примечание                                                                         |
| --------------- | --------------- | ---------------------------------------------------------------------------------- |
| 2017-настоящее  | Бранч у Тиффани | Ведущая, 3 сезона                                                                  |
| 16 октября 2019 | People TV       | Эпизод «Tiffany Pollard Takes Us Behind The Scenes Of Her Greatest 'HBIC' Moments» |

## Награды и номинации
| Год  | Награда            | Категория                                 | Шоу                          | Результат |
| ---- | ------------------ | ----------------------------------------- | ---------------------------- | --------- |
| 2006 | Fox Reality Awards | Лучшая драка                              | Вкус любви                   | Победа    |
| 2006 | Fox Reality Awards | Лучший злодей                             | Вкус любви                   | Победа    |
| 2007 | Fox Reality Awards | Самый запоминающийся участник реалити-шоу | Вкус любви, Я люблю Нью-Йорк | Номинация |